# Mythic Quest
Mythic Quest (conhecido como Mythic Quest: Raven's Banquet em sua primeira temporada) é uma série de televisão de comédia estadunidense criada por Charlie Day, Megan Ganz e Rob McElhenney para a Apple TV+. A série estreou em 7 de fevereiro de 2020.

## Elenco e personagens

### Principal
- Rob McElhenney como Ian Grimm
- Ashly Burch como Rachel
- Jessie Ennis como Jo
- Imani Hakim como Dana
- David Hornsby como David Brittlesbee
- Charlotte Nicdao como Poppy Li
- Danny Pudi como Brad Bakshi
- F. Murray Abraham como C.W. Longbottom

### Recorrente
- Caitlin McGee como Sue Gorgon
- Naomi Ekperigin como Carol
- Humphrey Ker como Paul
- Elisha Henig como Pootie Shoe (1° temporada)
- Aparna Nancherla como Michelle (1° temporada)
- John DiMaggio como Dan Williams (1° temporada)
- Craig Mazin como Lou (1° temporada) e Sol Green ("Backstory!")
- Derek Waters como Phil (2° temporada)
- Chris Naoki (2° temporada)
- Jonathan Wiggs (2° temporada)
- Parvesh Cheena como Zack  (2° temporada)

### Convidado
- Jake Johnson como Doc ("A Dark Quiet Death")
- Cristin Milioti como Bean ("A Dark Quiet Death")
- Anthony Hopkins como narrador ("Everlight")[2]
- Snoop Dogg como ele mesmo ("Breaking Brad")
- Josh Brener como C.W. Longbottom jovem ("Backstory!")
- Shelley Hennig como A. E. Goldsmith ("Backstory!") e Ginny ("Peter")
- Michael Cassidy como Peter Cromwell jovem ("Backstory!")
- William Hurt como Peter Cromwell ("Peter")

## Episódios
| Temporada | Temporada | Episódios | Episódios | Originalmente lançado  | Originalmente lançado  |
| Temporada | Temporada | Episódios | Episódios | Estreia da temporada   | Final da temporada     |
| --------- | --------- | --------- | --------- | ---------------------- | ---------------------- |
|           | 1         | 9         | 9         | 7 de fevereiro de 2020 | 7 de fevereiro de 2020 |
|           | Especial  | 2         | 2         | 22 de maio de 2020     | 16 de abril de 2021    |
|           | 2         | 9         | 9         | 7 de maio de 2021      | 25 de junho de 2021    |

## Recepção
No Rotten Tomatoes, a série tem um índice de aprovação de 89%, com base em 37 críticas, com uma classificação média de 7,66/10. O consenso crítico do site diz: "Embora dependa muito da fórmula da comédia no local de trabalho, Mythic Quest: Raven's Banquet é hilário e se destaca por explorar a indústria de jogos com inteligência, consideração e sinceridade". O Metacritic, que usa uma média ponderada, atribuiu uma pontuação de 73 de 100 com base em 12 avaliações, indicando "críticas geralmente favoráveis".